# 米国商法実習生
米国商法実習生（べいこくしょうほうじっしゅうせい）は、日本の商権回復を目的に、米国商法を学び、日本人による日米直貿易を実現しうる人材育成のため、明治9年（1876年）に貿易商の佐藤百太郎とともに渡米した5人の日本青年。渡航時の蒸気船の名にちなみオーシャニック・グループとも呼ばれる。

## 概略
明治8年（1875年）、金ぴか時代真っ只中のニューヨークで、22歳にして日米貿易の会社を興した佐藤百太郎は、自店への出資と、一緒に働く若者を募るため一時帰国し、政府官僚や篤農家、実業家などに、外商を通さない日米直貿易の重要性やその担い手の育成を説いて回り、米国商法実習生募集要項を配布、明治9年（1876年）3月に実習生として5人の青年を連れて横浜港を出発した。
実習生はある程度の英語力と、当時としては巨額である旅費含む800円が必須であったため、経済的背景の豊かな者に限られ、結果として森村豊（森村組、森村財閥）、新井領一郎（生糸問屋）、伊達忠七（先収会社）、鈴木東一郎（丸善）、増田林三郎（狭山会社）の5人となった。
5人のうち森村と新井以外の3人は明治11年1月までに帰国したが、森村は陶磁器輸出で、新井は生糸輸出で成功し、日本と海外との直輸出入の草分け的人材となった。

## 実習生
- 新井領一郎
- 森村豊（とよ、1854‐1899）

6代目森村市左衛門の異母弟。慶應義塾を卒業後、同校助教となり、福沢諭吉の勧めで商法実習生に応募。市左衛門と森村組を設立し、渡米。イーストマン商業学校（ジョージ・イーストマンの父が設立したEastman Commercial College）で3か月学んだのち、佐藤、伊達と1500ドルずつを出資して「日の出商会」をマンハッタンの6番街に設立し、人気のあった日本の骨董など古物や雑貨を日本から送らせて販売した。翌年の明治10年に佐藤に多額の借金ができたため関係を解消し、「モリムラ・ブラザース」を設立、ビジネスは順調に発展したが明治32年に胃がんにより46歳で死去した。岳父に男爵小畑大太郎、娘婿に長與又郎、森村謙三、三男・勇の岳父に田所美治。市左衛門は豊と同年に長男・明六も亡くし、二人の死を悼んで明治34年に森村豊明会を設立した。
- 伊達忠七

旧姓・早川。京都西陣織職人の手代だった明治6年に、主人とともに伝習生として政府からウィーン万博に派遣ののち、先収会社（三井物産の前身）に転じ、同社の上司の勧めで実習生に応募。渡米後、フィラデルフィア万博を視察、森村の日の出商会に佐藤とともに出資したが明治11年に帰国、三井物産に入り、同社が政府より委託されたパリ万博の出品業務を担当した。
- 鈴木東一郎（1855-1877、東一の表記もあり）

三河吉田藩の藩医・鈴木玄仲の長男。丸善社員として薬品・雑貨を扱うため実習生として渡米。病を得て明治10年5月末に帰国し、翌6月末に自殺。
- 増田林三郎（1858-不明、林蔵の表記もあり）

埼玉県柏原村の大地主・増田忠順の実弟。増田家は狭山茶の生産者30人で設立した製茶会社「狭山会社」の一員で、佐藤が米国で売る日本製品を求めていることを知った同社は佐藤と製茶販売契約を結び、林三郎を実習生として派遣した。明治11年帰国。兄の忠順は入間銀行頭取などを務めた地元の有力者だが、関係した鉄道開発への資金不正流用発覚などで負債を抱えた（入間馬車鉄道#経営不振と資金流用問題参照）。

## 関連書
- 『日米貿易を切り拓いた男 森村豊の知られざる生涯』森村悦子、東洋経済新報、2021年11月